# サンフアン (原子力潜水艦)
| USS San Juan (SSN-751) |                                    |
| 艦歴                   |                                    |
| 発注                   | 1982年11月30日                     |
| 起工                   | 1985年8月9日                       |
| 進水                   | 1986年12月6日                      |
| 就役                   | 1988年8月6日                       |
| 退役                   | 2024年8月12日                      |
| 除籍                   |                                    |
| その後                 |                                    |
| 母港                   | コネチカット州グロトン             |
| 性能諸元               |                                    |
| 排水量                 | 満載：6,197 トン、基準：5,790 トン |
| 全長                   | 110.3 m (362 ft)                   |
| 全幅                   | 10 m (33 ft)                       |
| 喫水                   | 9.4 m (31 ft)                      |
| 機関                   | S6G reactor 1基                    |
| 乗員                   | 士官12名、兵員98名                 |
| 兵装                   | 21インチ魚雷発射管4基              |
| モットー               | Technology and Tradition           |
|                        |                                    |

サンフアン(USS San Juan, SSN-751)は、アメリカ海軍のロサンゼルス級原子力潜水艦の40番艦。艦名はプエルトリコのサンフアンに因んで命名された。その名を持つ艦としてはアトランタ級軽巡洋艦4番艦(CL-54)以来3隻目。

## 艦歴
サンフアンは1985年8月9日にコネチカット州グロトンのジェネラル・ダイナミクス・エレクトリック・ボート社で起工した。1986年12月6日にシェリル・ヘルナンデス夫人によって命名、進水し、1988年8月6日にチャールズ・ヤング艦長の指揮下就役する。
サンフアンは、基本型から大きな改修を受けて建造された最初の艦であり、本艦以降の艦はフライトIII または改ロサンゼルス級と呼ばれる。本艦にはより静かで高度な改修がなされたBSY-1ソナーが搭載され、魚雷発射管から機雷射出が可能となっている。また、砕氷航行が行えるように潜舵はセイル側面から艦首に移設された。
1998年3月19日、ニューヨーク州ロングアイランド南方でサンフアンはケンタッキーと(USS Kentucky, SSBN-737)と衝突事故を起こした。両艦とも損傷は軽微で負傷者はいなかった。
サンフアンは2006年7月3日の演習でMk48魚雷を発射し、目標艦とされた給兵艦「ビュート」(USNS Butte, AE-27)を撃沈した。
サンフアンは2023年9月20日、ワシントン州ブレマートンに到着し退役の準備を始め、2024年8月12日退役された。